# Payaroh
Payaroh is een bestuurslaag in het regentschap Aceh Besar van de provincie Atjeh, Indonesië. Payaroh telt 830 inwoners (volkstelling 2010).